# 佐茲比妮·通齊

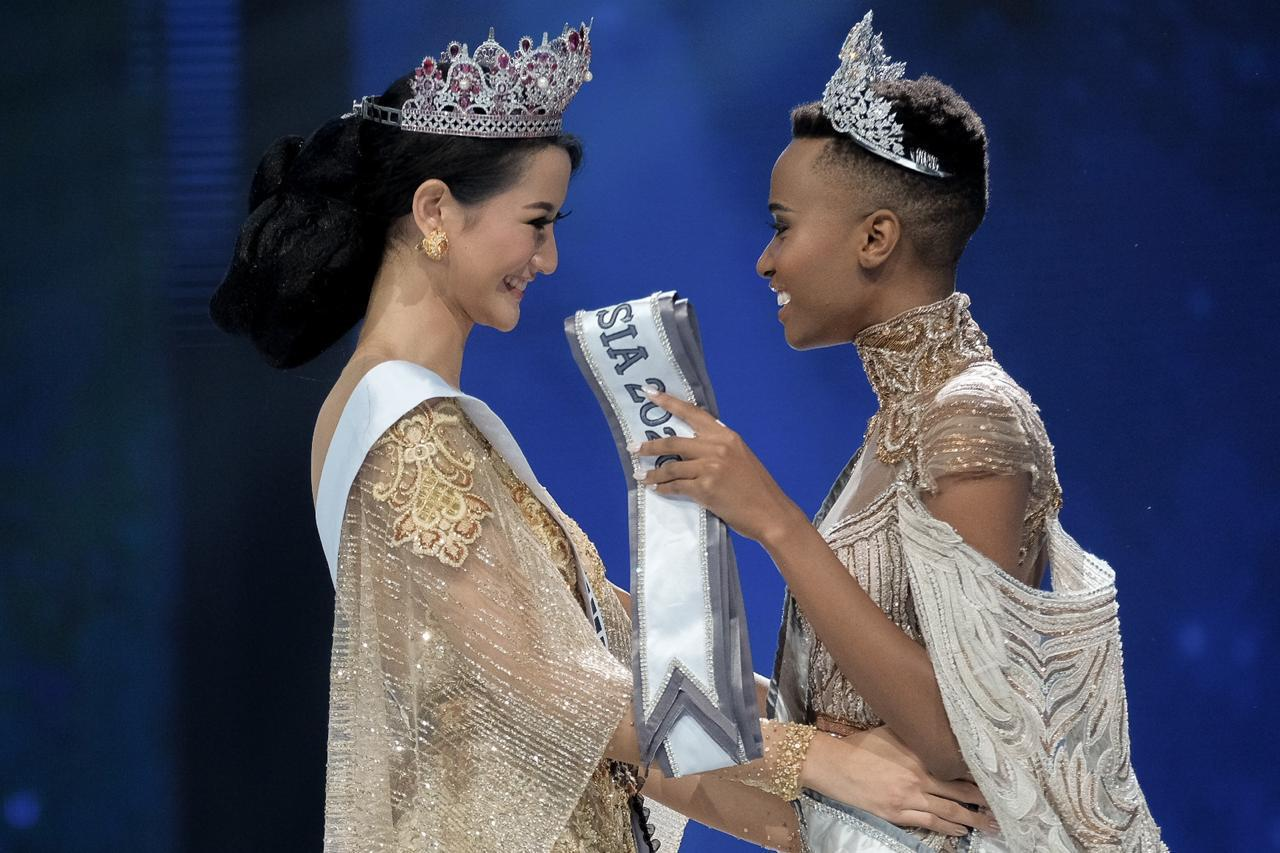
Tunzi wearing Kebaya together with Miss Universe Indonesia 2020 Raden Roro Ayu Maulida Putri, as she attended Puteri Indonesia 2020 coronation night.

佐茲比妮·通齊（英語：Zozibini Tunzi，1993年9月18日—），是南非模特儿和選美冠軍。2019年12月8日，她在美国阿特兰大举办的第68届环球小姐总决赛中代表南非摘得桂冠。她在问答环节中提倡女性的領導能力和表达对美丽的定义。她也是第三位夺得环球小姐总冠军的南非选手。通齊关心的问题包括气候变化、女性权利和多元化。
通齊在大学修读公关。2017年，她搬到英国伦敦成为模特儿。同年，她首次参加南非小姐比赛，但並未入選決賽。2019年，她才得到南非小姐后冠。